# Football Club Honka
Football Club Honka - popularmente chamado de FC Honka -, é um clube de futebol finlandês, com sede na cidade de Espoo.
Fundada em 1957, a equipe manda as suas partidas no estádio Tapiolan Urheilupuisto, com capacidade para 6 mil espectadores. Suas cores são preto e branco.

## História
Até 2005, o Honka (fundado como Tapion Honka) sempre foi um candidato à promoção para a Veikkausliiga, mas não tinha sucesso em alcançar tal objetivo.
Também em 2005, o clube foi adquirido por Jouko Harjunpää e Jouko Pakarinen, visando torná-lo pretendente à vaga em competições europeias, onde chegaria pela primeira vez em 2008, ao disputar a antiga Copa da UEFA (atual Liga Europa). Nas fases preliminares, superou dois times nórdicos: o ÍA Akranes (Islândia) e o Viking FK (Noruega). Porém, o Honka caiu frente ao Racing Santander, que bateu o time finlandês por placares apertados (1 a 0 na Espanha e o mesmo placar em Helsinque).

## Uniforme
- Uniforme titular: Camisa preta, calção preto e meias pretas;
- Uniforme reserva: Camisa branca, calção branco e meias brancas.

## Elenco
Elenco de 2021. Atualizado até 28 de março de 2021. 